# Артинський міський округ
Арти́нський міський округ (рос. Артинский городской округ) — адміністративна одиниця Свердловської області Російської Федерації.
Адміністративний центр — селище міського типу Арті.

## Населення
Населення міського округу становить 27641 особа (2018; 29624 у 2010, 33648 у 2002).

## Склад
До складу міського округу входять 59 населених пунктів, які утворюють 18 територіальних відділів адміністрації:
| Населений пункт                           | Населення, осіб (2002) | Населення, осіб (2010) |
| ----------------------------------------- | ---------------------- | ---------------------- |
| Азігуловський територіальний відділ       |                        |                        |
| Азігулово, село                           | 833                    | 685                    |
| Біткіно, присілок                         | 219                    | 183                    |
| Дружино-Бардим, присілок                  | 102                    | 78                     |
| Журавлі, присілок                         | 95                     | 64                     |
| Артинський територіальний відділ          |                        |                        |
| Арті, селище міського типу                | 13790                  | 12881                  |
| Усть-Югуш, селище                         | 459                    | 345                    |
| Барабинський територіальний відділ        |                        |                        |
| Бараба, село                              | 387                    | 346                    |
| Великі Карзі, село                        | 309                    | 230                    |
| Волокушино, присілок                      | 45                     | 23                     |
| Мала Дегтярка, селище                     | 95                     | 66                     |
| Омельково, присілок                       | 214                    | 170                    |
| Березовський територіальний відділ        |                        |                        |
| Березовка, присілок                       | 702                    | 633                    |
| Куркинський територіальний відділ         |                        |                        |
| Курки, село                               | 570                    | 532                    |
| Мараканово, присілок                      | 19                     | 8                      |
| Малокарзинський територіальний відділ     |                        |                        |
| Байбулда, присілок                        | 155                    | 121                    |
| Ільчигулово, присілок                     | 382                    | 296                    |
| Малі Карзі, присілок                      | 506                    | 399                    |
| Малотавринський територіальний відділ     |                        |                        |
| Багишково, присілок                       | 390                    | 354                    |
| Мала Тавра, село                          | 799                    | 627                    |
| Рибино, присілок                          | 95                     | 58                     |
| Манчазький територіальний відділ          |                        |                        |
| Кадочниково, присілок                     | 142                    | 119                    |
| Манчаж, село                              | 1937                   | 1675                   |
| Токарі, присілок                          | 189                    | 156                    |
| Новозлатоустовський територіальний відділ |                        |                        |
| Кургат, присілок                          | 1                      | 3                      |
| Новий Златоуст, село                      | 240                    | 186                    |
| Усть-Кішерть, присілок                    | 110                    | 66                     |
| Черепаново, присілок                      | 27                     | 13                     |
| Широкий Лог, присілок                     | 94                     | 69                     |
| Пантелейковський територіальний відділ    |                        |                        |
| Євалак, присілок                          | 16                     | 7                      |
| Пантелейково, присілок                    | 448                    | 395                    |
| Поташкинський територіальний відділ       |                        |                        |
| Артя-Шигірі, присілок                     | 379                    | 352                    |
| Верхні Арті, присілок                     | 0                      | 8                      |
| Поташка, село                             | 843                    | 728                    |
| Пристанинський територіальний відділ      |                        |                        |
| Афонасково, присілок                      | 259                    | 211                    |
| Волково, присілок                         | 62                     | 41                     |
| Комарово, присілок                        | 25                     | 13                     |
| Пристань, село                            | 1078                   | 991                    |
| Чекмаш, присілок                          | 111                    | 75                     |
| Югуш, присілок                            | 10                     | 8                      |
| Сажинський територіальний відділ          |                        |                        |
| Коньово, присілок                         | 297                    | 244                    |
| Попово, присілок                          | 59                     | 56                     |
| Сажино, село                              | 1477                   | 1331                   |
| Соколята, присілок                        | 196                    | 113                    |
| Туришовка, присілок                       | 81                     | 58                     |
| Свердловський територіальний відділ       |                        |                        |
| Андрійково, присілок                      | 305                    | 259                    |
| Полднева, присілок                        | 324                    | 294                    |
| Свердловське, село                        | 772                    | 699                    |
| Симинчинський територіальний відділ       |                        |                        |
| Верхній Бардим, присілок                  | 334                    | 291                    |
| Головино, присілок                        | 18                     | 8                      |
| Нижній Бардим, присілок                   | 400                    | 315                    |
| Симинчі, село                             | 348                    | 299                    |
| Староартинський територіальний відділ     |                        |                        |
| Сінна, присілок                           | 107                    | 77                     |
| Стадухино, присілок                       | 86                     | 75                     |
| Старі Арті, село                          | 953                    | 879                    |
| Сухановський територіальний відділ        |                        |                        |
| Сухановка, село                           | 878                    | 700                    |
| Черкасовка, присілок                      | 220                    | 168                    |
| Устьманчазький територіальний відділ      |                        |                        |
| Бакійково, присілок                       | 329                    | 249                    |
| Біхметково, присілок                      | 164                    | 147                    |
| Усть-Манчаж, присілок                     | 163                    | 147                    |

## Найбільші населені пункти
| № | Населений пункт | Населення, осіб (2002) | Населення, осіб (2010) |
| - | --------------- | ---------------------- | ---------------------- |
| 1 | Арті            | 13 790                 | 12 881                 |
| 2 | Манчаж          | 1 937                  | 1 675                  |
| 3 | Сажино          | 1 477                  | 1 331                  |